# Philodendron elaphoglossoides
Philodendron elaphoglossoides är en kallaväxtart som beskrevs av Heinrich Wilhelm Schott. Philodendron elaphoglossoides ingår i släktet Philodendron och familjen kallaväxter. Inga underarter finns listade.